# Костел Божої Матері перед Тином
Костел Божої Матері перед Тином (чеськ. Kostel Matky Boží před Týnem) або Тинський храм (чеськ. Týnský chrám; це народна назва), зустрічається також назва Тинська церква Діви Марії) — католицький храм, парафіяльний костел у столиці Чехії місті Празі, одна з визначних історико-культурних пам'яток міста і країни, будівництво якого відноситься до середини XIV — початку XVI століть.
Костел розташований на Старомєстській площі, для якої є домінантою, в історичному Старому Місті Праги (адміністративно Прага 1).

## Опис храму
Культурний стиль Східно Європейський
Костел Божої Матері перед Тином є довершеною готичною тринавовою базилікою з дуже виразними за силеутом двома вежами на західному боці, що фланкують головний фасад. У інтер'єрі Тинського храму панівним є барокове оздоблення. Висота склепіння — 30 м, обидві вежі костелу вивищуються на 80 метрів.

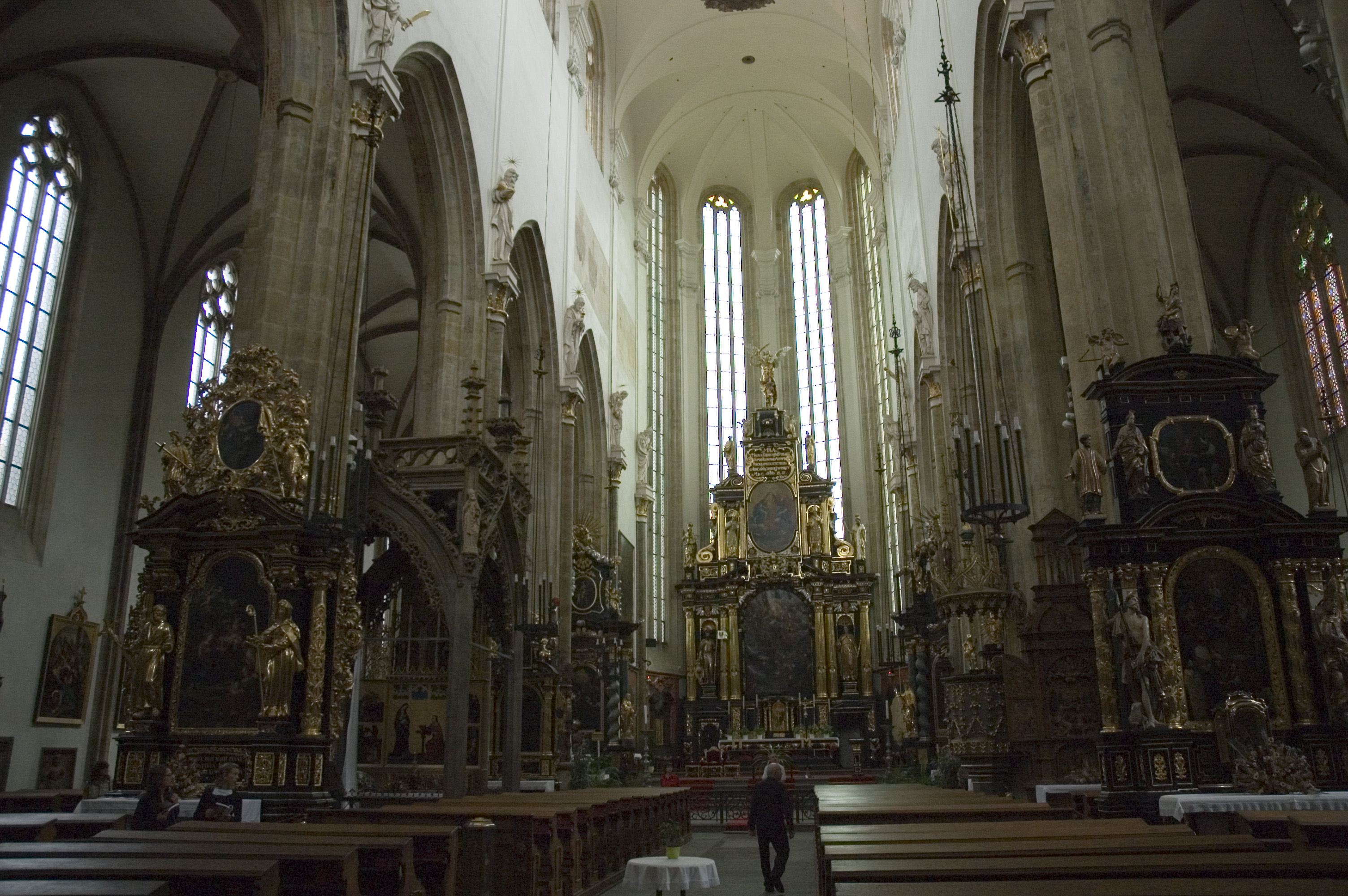
Усередині Тинського храму

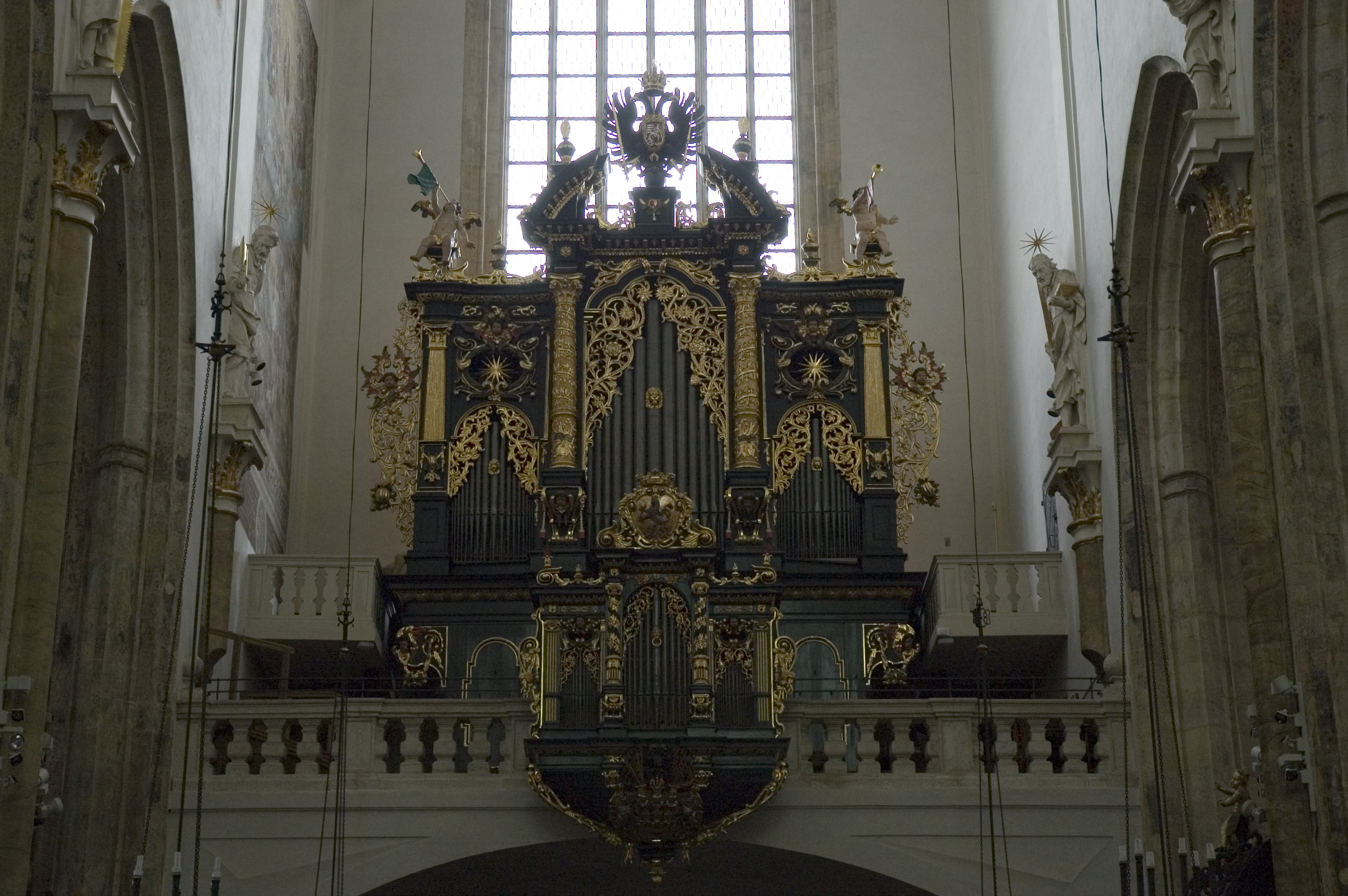
Орга́н Тинського храму

На східному боці костел завершений головоною навою й короткою вівтарною частиною, по боках — капели. Бічні проходи зберегли своє готичне ребристе склепіння. Храм має чотири готичні портали, 2 на західному фасаді, по одному на північному й південному. Дві вежі костелу доповнені вишуканими пізньоготичними восьмикутними шоломами. Світло до костелу проникає через ряд готичних видовжених угору віконниць, оздоблених кам'яним різьбленням.
Північний портал Тинського храму знаменитий своїм барельєфом «Страсті Христові», який належить до шедеврів чеської готичної скульптури — нині на фасаді собору встановлено його копію, а оригінал зберігається в Лапідарумі Національного музею.
Внутрішня оздоба Костелу Божої Матері перед Тином відноситься переважно до барокової доби. Від первинного оформлення храму збереглися олив'яна купельня 1414 року та найстаріша в Празі кам'яна кафедра. 
У часи Середньовіччя, Відродження та Нового Часу в храмі була встановлена низка різьблених надгробків, в тому числі могила данського астронома Тихо Браге, що міститься біля першого (південного) стовпу головної нави. 
Серед внутрішньої барокової оздоби надзвичайну цінність має орга́н роботи Яна Мундта (Jan Mundt) 1670—73 років, що є найстарішим у Празі. У костелі було встановлено цілий ряд ранньобарокових вівтарів, до яких, зокрема, належить і головний вівтар 1649 року з образом Діви Марії роботи Карла Шкрети (Karl Škréta).

## З історії костелу
Костел Божої Матері перед Тином стоїть на місці, де ще в ХІ столітті була зведена невелика романська церква, яка була замінена в 2-й половині ХІІІ століття ранньоготичним костелом, у якому проповідував у тому числі Конрад фон Вальдгаузен (Konrad von Waldhausen), відомий критик релігійної моралі. 

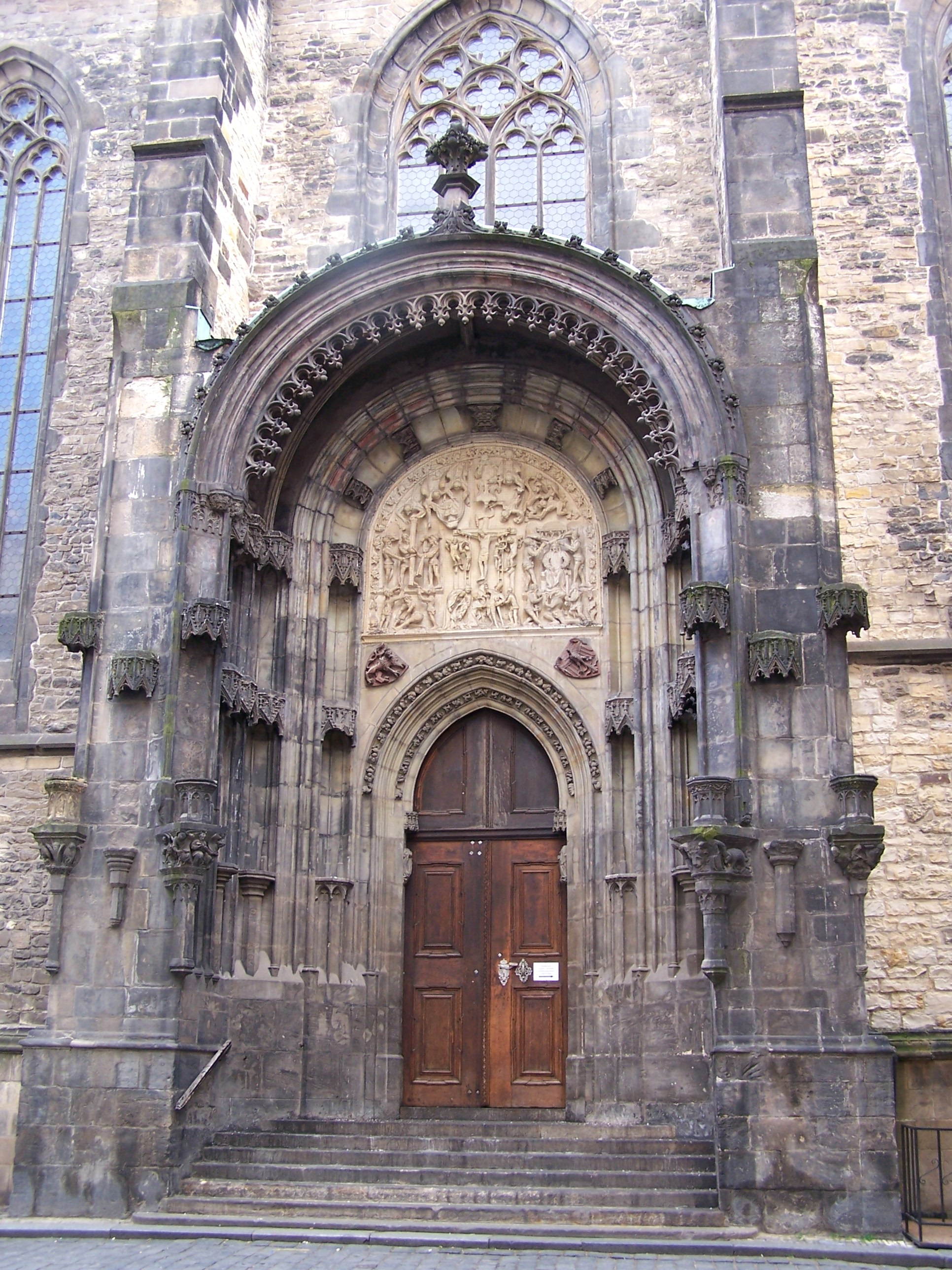
Північний портал храму

У середині XIV століття було започатковане нове будівництво високого готичного костелу, який став головним храмом Старого Мєста. Вважається, що в його зведенні узяв також участь знаменитий зодчий Петро Парлерж, або принаймні його творчість мала безпосередній вплив на будівничих, на що вказують різьблення віконниць головної нави, величезне (заввишки 28 м) вікно західного фасаду, північний портал (див. фото ліворуч) тощо. Також вважається, що служби в храмі могли розпочатися вже у 1380-х роках, й невдовзі храм став головним духовним осередком Старого Міста. Однак, до початку Гуситських війн головна нава храму не мала ще склепіння, відтак не було даху, й не були зведені дві костельні вежі. 

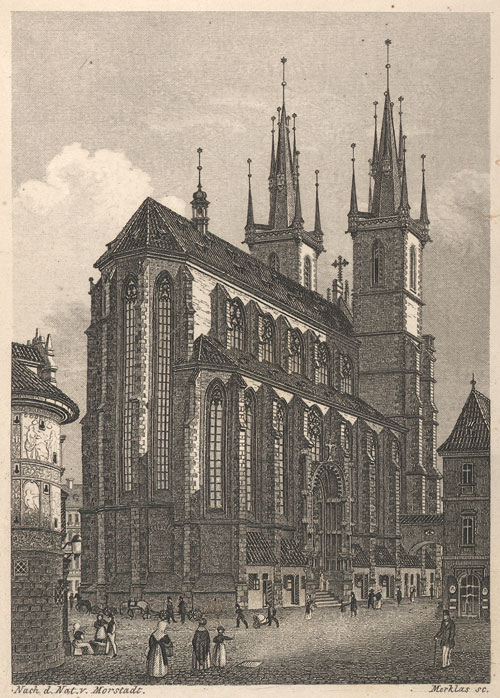
Тинський храм у 3-й чверті XIX ст.

У гуситську добу в Тинському храмі домінують гусити, і від 1427 року його священиком був гуситський єпископ Ян Рокицана (Jan Rokycana), який і похований у храмовій захристі. По гуситських війнах мали добудувати костел і вкрити його дахом, але деревина, що мала піти для цих потреб, за наказом короля Сигізмунда була використана для виготовлення шибениці для страти Яна з Рогача та 50 його соратників. Лише за 20 років по тому перекрили дах Тинського костелу.  
За правління короля Їржі з Подєбрад, обраного неподалік від храму, біля Староміської ратуші, зведення костелу продовжувалось — була завершена головна нава й побудована Північна вежа. Будівництво Південної вежі (і всього храму) було завершено лише 1510 року. 
Після Битви на Білій Горі (кінець 1620 року) Тинський храм знову відходить до Католицької Церкви, із нього прибрали деякі символи Реформації — у головної статуї золоту чашу й надпис «Правда перемагає», а також рештки похованих гуситських очільників, як то Яна Рокицани.
У 1679 році Тинський храм постраждав від пожежі. Головну наву й вівтарну частину було дещо зменшено, склепіння стало бароковим. 
У 1819 році пожежа охопила Північну вежу. Її відновлення відбулося у 1-й половині XIX століття. У 2-й половині XIX століття в пуристському дусі був прибраний з частини фасаду гіпс, відтак костел дістав вигляду суцільної кам'яниці, за яким відомий і нині. 
У часи ЧССР комуністичний режим ставився до Костелу Божої Матері перед Тином та його громади толерантно, на відміну від низки інших, в тому числі і празьких, храмів.
У 1970-і роки — на початку XXI століття в Тинському храмі постійно здійснювалися відновлювальні роботи.

## Галерея

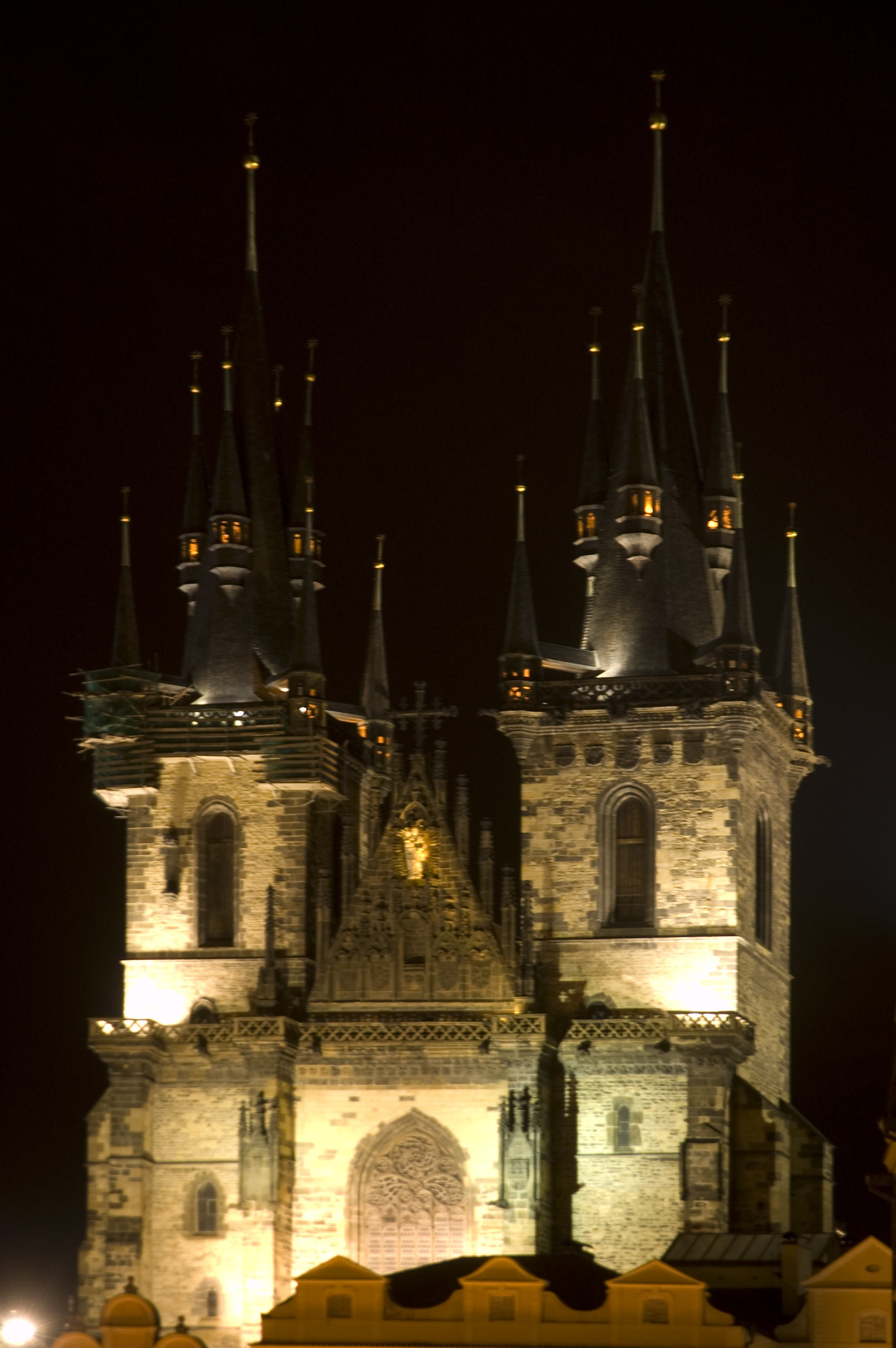
Тинський храм у вечірню пору, липень 2009 року
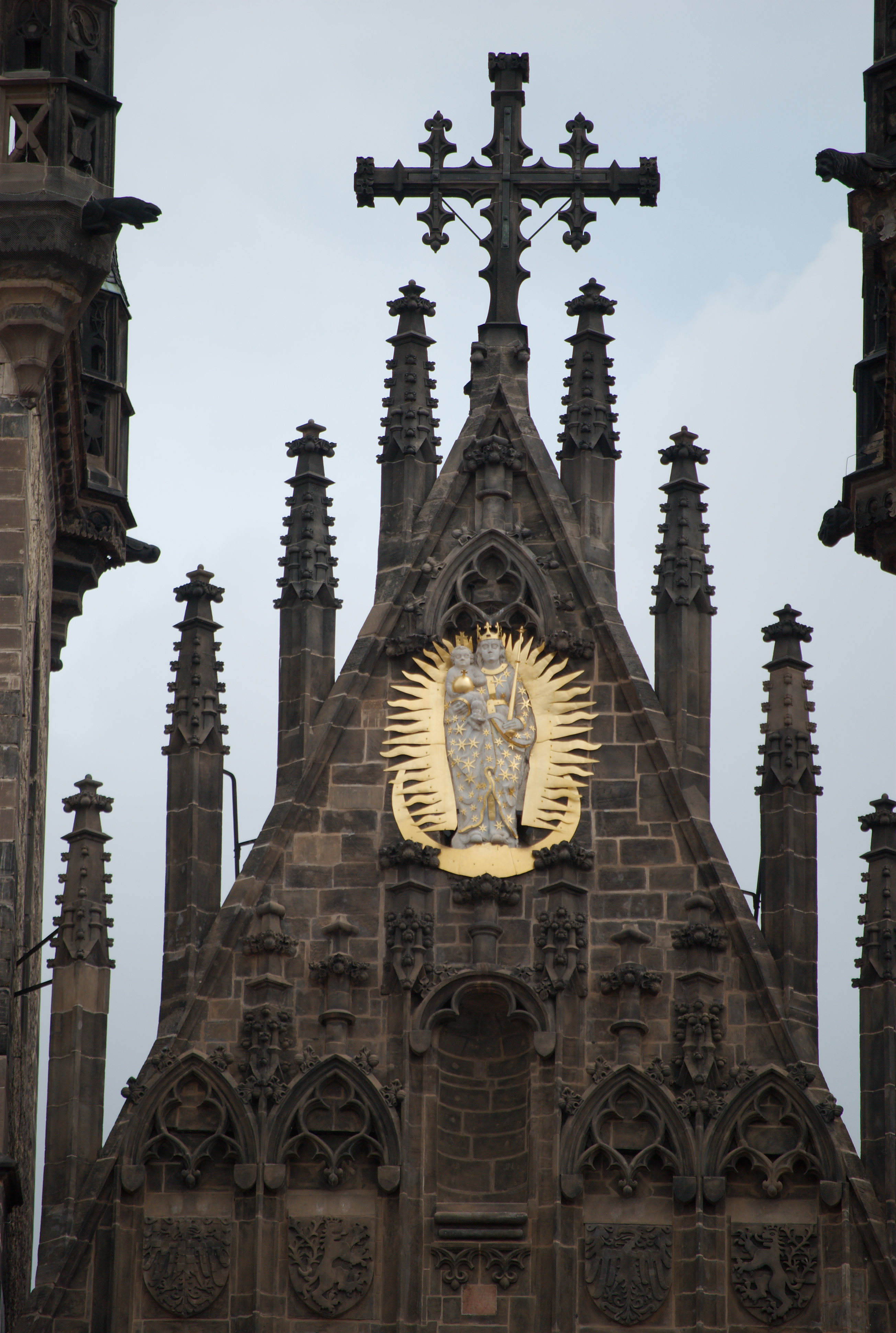
Образ Богоматері на даху костелу
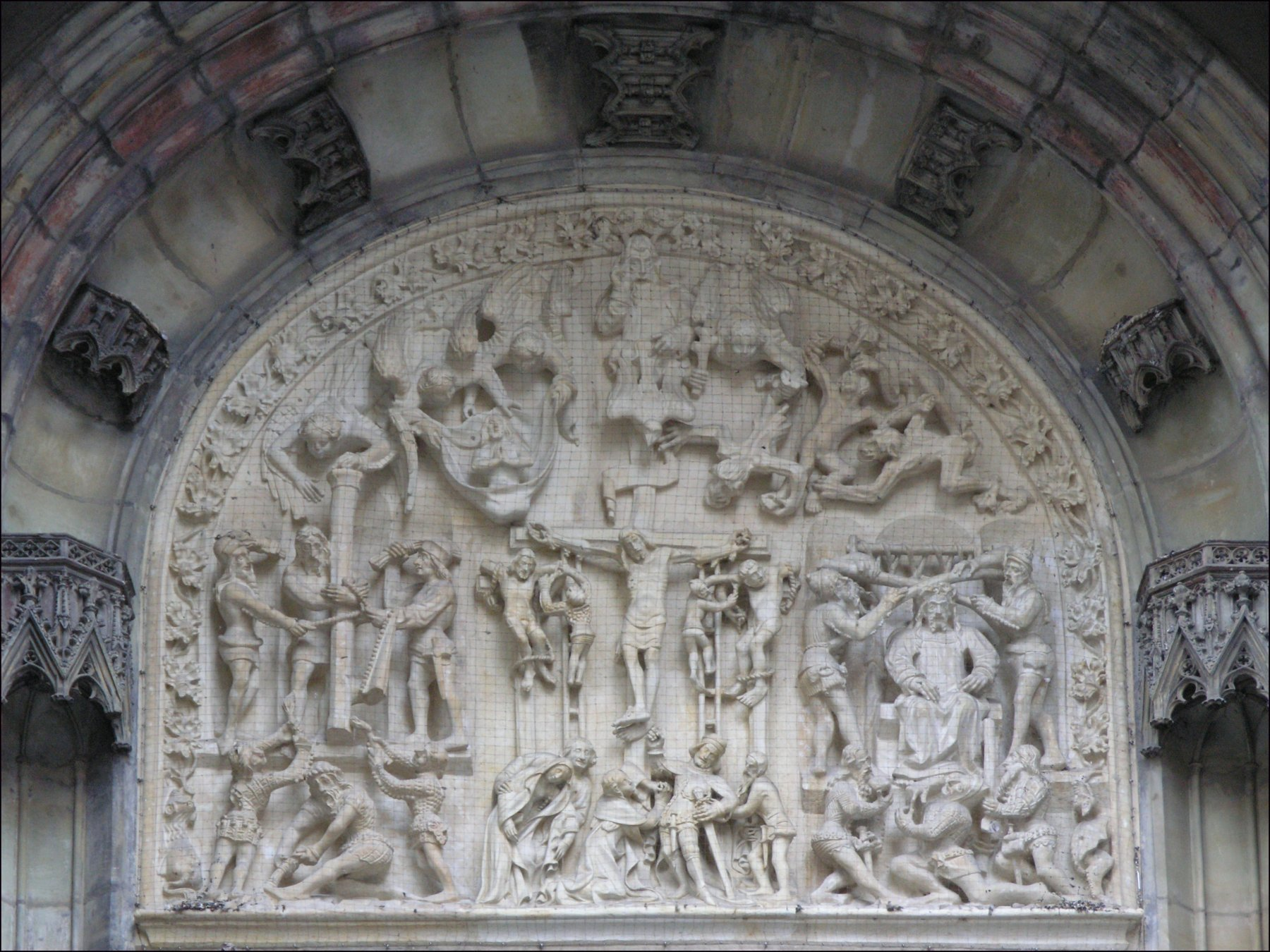
Барельєф «Страсті Христові» північного порталу
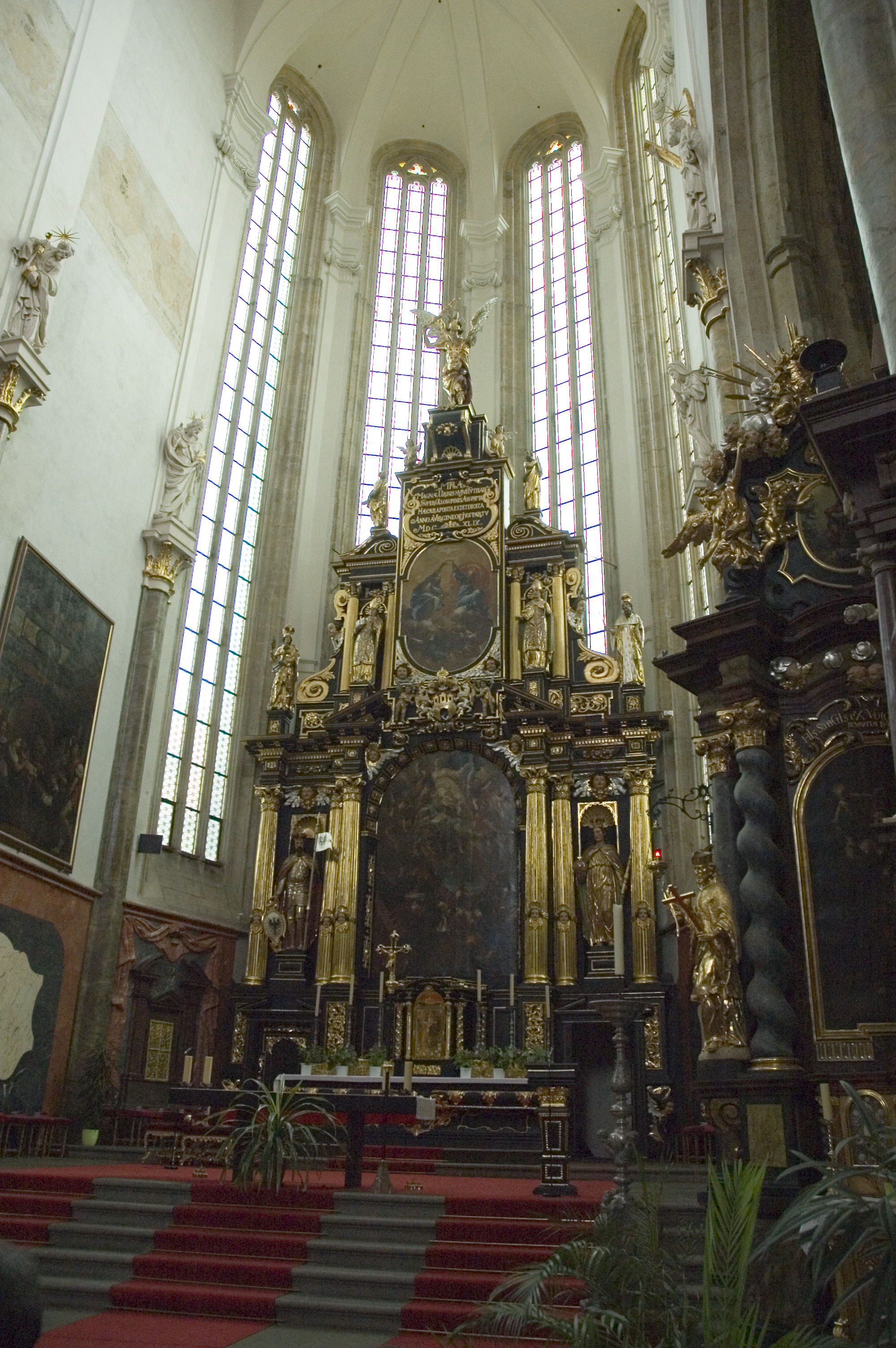
Вівтар Тинського храму

## Виноски
1. ↑  archINFORM — 1994.
2. ↑  Вечерський В. В. Курс історії архітектури країн Східної Європи., К.: АртЕк, 2007, стор. 233